# О’Града, Кормак
Кормак О’Града (ирл. Cormac Ó Gráda, род. 1945) — ирландский историк экономики и почетный профессор экономики Дублинского университетского колледжа. Его исследования были сосредоточены на экономической истории Ирландии, демографических изменениях в Ирландии, Великом ирландском голоде (а также других голодоморах новейшей истории) и истории евреев в Ирландии.

## Жизнь и карьера
Получив степень бакалавра в Университетском колледже Дублина, О’Града получил степень доктора экономики в Колумбийском университете в 1973 году, где он написал диссертацию об экономике Ирландии до и после Великого голода. Он описал свою роль в ранней академической карьере как «своего рода экономического историка Ирландии на все руки». Он считает, что коллега-экономист Джоэл Мокир, с которым он познакомился в 1977 году через Майкла Эдельштейна, своего научного руководителя в Колумбийском университете, оказал «самое большое влияние» на его академическую работу. Мокир также заострил интерес молодого коллеги на Великом ирландском голоде, что «в конечном итоге привело к изучению голода в других местах».
О’Града является членом Клиометрического общества, Общества экономической истории, Европейского общества исторической экономики, Ирландского общества экономической и социальной истории и Ирландской королевской академии. Он работал в редакционных советах «», «Исследования в области экономической истории» и «Agricultural History Review», а также является соредактором журнала «Explorations in Economic History». Он является президентом Ассоциации экономической истории.
Осенью 2007 года он был включён в Принстонский институт перспективных исследований в качестве члена Школы исторических исследований. В 2010 году он получил Золотую медаль Ирландской королевской академии, членом которой он является с 1994 года. Он был приглашённым профессором в ряде университетов по всему миру, включая Университет Британской Колумбии, Нью-Йоркский университет, Копенгагенский университет и Принстонский университет. В 2019 году Дублинский Тринити-колледж присвоил ему звание почётного доктора.

## Публикации
О’Града — плодовитый автор. Он написал и опубликовал семь книг в дополнение к многочисленным журнальным статьям и совместным работам, более 100 научных статей доступны в Интернете. Он внес свой вклад в блог «Ирландская экономика», где прокомментировал ирландский финансовый кризис. Ранее, в 2008 году, он вынес открытый вердикт будущему экономики «Кельтского тигра», которая вот-вот должна была прийти в упадок.
Он также дал интервью о Великом ирландском голоде в рамках дискуссионной программы In Our Time (BBC) в апреле 2019 года.

### Книги
- Ireland: A New Economic History, 1780-1939. — Oxford : Oxford University Press, 1994. — ISBN 9780198205982.
- A Rocky Road: The Irish Economy Since the 1920s. — Manchester : Manchester University Press, 1997. — ISBN 9780719045844.
- Black '47 and Beyond: The Great Irish Famine in History, Economy, and Memory. — Princeton, NJ : Princeton University Press, 1999. — ISBN 978-0691070155.
- Famine Demography: Evidence from the Past and the Present. — Oxford : Oxford University Press, 2002. — ISBN 9780199251919.
- Jewish Ireland in the Age of Joyce: A Socioeconomic History. — Princeton, NJ : Princeton University Press, 2006. — ISBN 9780691127194.
- Famine: A Short History. — Princeton, NJ : Princeton University Press, 2009. — ISBN 9780691147970.
- Eating People Is Wrong, and Other Essays on Famine, Its Past, and Its Future. — Princeton, NJ : Princeton University Press, 2015. — ISBN 9781400865819.

Американская конференция ирландских исследований присудила премию Джеймса С. Доннелли-старшего двум его книгам: «Черный '47 и дальше» (1999 г.) и «Еврейская Ирландия в эпоху Джойса» (2006 г.).

### Журнальные статьи
- Boyle, Phelim P. (November 1986). Fertility Trends, Excess Mortality, and the Great Irish Famine. Demography. 23 (4): 543–562. doi:10.2307/2061350. PMID 3542599., with
- Allen, Robert C.; Ó Gráda, Cormac (March 1988). On the road again with Arthur Young: English, Irish, and French agriculture during the Industrial Revolution. The Journal of Economic History. 48 (1): 93–116. doi:10.1017/S0022050700004162.
- Kelly, Morgan (December 2000). Market Contagion: Evidence from the Panics of 1854 and 1857. American Economic Review. 90 (5): 1110–1124. doi:10.1257/aer.90.5.1110.
- Ó Gráda, Cormac (March 2007). Making Famine History. Journal of Economic Literature. 45 (1): 5–38. doi:10.1257/jel.45.1.5.